# Trdnjava Sev Berd
Trdnjava Sev Berd ali Črna trdnjava (armensko: Սև բերդ; rusko: Чёрная Кре́пость, Chornaya Krepost) je zapuščena ruska cesarska trdnjava v mestu Gjumri v provinci Širak v Armenija. Trdnjava, ki leži 8 kilometrov od turške meje, je bila zgrajena kot odziv na rusko-turško vojno 1828–1829. Je narodni spomenik kulturne dediščine Armenije.

## Zgodovina
Gjumri, ki leži na meji s Turčijo, je po Gulistanski pogodbi postal del Ruskega imperija. Gjumri se je leta 1837 po obisku carja Nikolaja I. v čast svoji ženi cesarici Aleksandri Fjodorovni preimenoval v Aleksandropol.
Popolna trdnjava je bila zgrajena na hribu desetletje po tem, ko so leta 1834 položili prve kamne. Trdnjava je okrogla zgradba iz črnega kamna, po kateri je dobila ime. Po porazu Rusije v krimski vojni je bil Sev Berd nadgrajen in oblikovan kot 'trdnjava prvega razreda'. Trdnjava nikoli ni doživela obleganja, vendar je bila strateškega pomena pri zmagah nad Turki v poznejših vojnah, ki so trajale do leta 1878. Trdnjavi je bil leta 1887 znižan status na 'drugorazredno trdnjavo', po končni rusko-turški vojni 1877-1878, ko je Rusija pridobila trdnjavi v Karsu in Batumiju.
Ruska 102. vojaška baza je bila zgrajena v 40. letih dvajsetega stoletja poleg Sev Berda. Baza še danes deluje za rusko vojsko, ki Armeniji zagotavlja državno obrambno podporo.

## Danes
Trdnjavo je družina Balasanjan kupila leta 2012. Lastnik Misak Balasanjan namerava Sev Berd spremeniti v turistično atrakcijo.
Na lokaciji si prizadevajo za arheološka raziskovanje.